# База података
База (банка) података је колекција података организованих за брзо претраживање и приступ, која заједно са системом за администрацију, организовање и меморисање тих података, чини систем базе података. Из угла корисника, подаци су на неки логички начин повезани. Они представљају неке аспекте реалног света (нпр. корисници и чланци у Википедији).
Корисници приступају бази података првенствено преко упитника. Коришћењем кључних речи и сврставањем команди корисници могу брзо да пронађу, преуреде, групишу и одаберу област у многим записима које треба вратити или помоћу којих треба саставити извештаје о нарочитој скупини података у складу с правилима дотичног система вођења базе података.
Постоје различите врсте база података, зависно од тога на који начин су подаци интерно организовани. Тако се разликују хијерархијске, мрежне (CODASYL), релационалне, објектно-оријентисане, објектно-релационе, прилагођене за WEB, XML и мултимедијске базе података.
Подаци су представљени на униформни начин (нпр. у релационим базама података подаци су организовани у табелама), што олакшава приступ и коришћење од стране екстерних програма. Тако једну базу података може користити низ различитих програма, писаних у различитим програмским језицима.

## Терминологија и преглед
Формално, „база података“ се односи на скуп повезаних података и начин на који су организовани. Приступ овим подацима обично обезбеђује „систем за управљање базом података“ (DBMS) који се састоји од интегрисаног скупа рачунарског софтвера који омогућава корисницима интеракцију са једном или више база података и омогућава приступ свим подацима садржаним у бази података (иако ограничења могу постојати која ограничавају приступ одређеним подацима). DBMS пружа различите функције које омогућавају унос, складиштење и проналажење великих количина информација и пружа могућности за управљање начином на који су те информације организоване.
Због блиске везе између њих, термин „база података“ се често користи за означавање базе података и DBMS који се користи за манипулацију њоме.
Изван света професионалне информационе технологије, термин база података се често користи да се односи на било коју колекцију повезаних података (као што је прорачунска табела или индекс картица) јер захтеви за величину и коришћење обично захтевају коришћење система за управљање базом података.
Постојећи DBMS-ови пружају различите функције које омогућавају управљање базом података и њеним подацима који се могу класификовати у четири главне функционалне групе:
- Дефиниција података – Креирање, модификација и уклањање дефиниција које дефинишу организацију података.
- Ажурирање – Уметање, модификација и брисање стварних података.[2]
- Преузимање – Пружање информација у облику који се може директно користити или за даљу обраду од стране других апликација. Преузети подаци могу бити доступни у форми која је у основи иста као што је ускладиштена у бази података или у новом облику добијеном изменом или комбиновањем постојећих података из базе података.[3]
- Администрација – Регистровање и надгледање корисника, спровођење безбедности података, праћење перформанси, одржавање интегритета података, бављење контролом истовремености и опоравак информација које су оштећене неким догађајем као што је неочекивани системски квар.[4]

И база података и њен DBMS су у складу са принципима одређеног модела базе података. „Систем базе података“ се односи заједно на модел базе података, систем за управљање базом података и базу података.
Пошто DBMS представљају значајно тржиште, продавци рачунара и складишта често узимају у обзир захтеве DBMS-а у својим плановима развоја.

## Складиштење
Рачунари се користе за складиштење и обраду података још од 1950-их година. Битна ствар коју треба поменути је да примарна (главна) меморија рачунара омогућава само привремено складиштење података (када се рачунар искључи сви подаци из примарне меморије се губе). Из тог разлога потребно је користити неки тип секундарне меморије за трајно складиштење података, (међу које спадају магнетни и оптички медији, односно магнетне траке, чврсти дискови, CD или DVD).
Главни задатак првих дизајнера информационих система, био је развијање типа софтвера који би омогућио лоцирање специфичних података ускладиштених у секундарној меморији и њихово ефикасно учитавање у главну меморију како би се могли обрађивати. Основну структуру једног информационог система чине скупови датотека који су перманентно ускладиштени у неком секундарном уређају за складиштење података. Софтвер који чини систем за управљање датотекама подржава логичко раздвајање датотека у записе. Сваки запис описује неку ствар (или јединицу) и састоји се од одређеног броја поља, где свако поље даје вредност одређеној особини (или атрибуту) дате јединице.
Рани системи датотека су увек били секвенцијалног типа, што значи да су сукцесивни записи морали бити обрађивани у редоследу у којем су снимљени, односно почињући од првог по реду и крећући се ка посљедњем. Оваква структура датотека се показала као одговарајућа и у ствари једино изводљива у време када су се датотеке чувале на магнетним тракама и када прескакање ради приступа случајно бираним записима није било могуће. Датотеке сортиране секвенцијално су обично ускладиштене следећи одређени редослед (нпр. алфабетски) за штампање извештаја (нпр. телефонског адресара) и ради ефикасне обраде група трансакција. На пример, банковне трансакције могу бити сортиране у истом редоследу као и датотеке које садрже податке о банковним рачунима, тако да када се свака трансакција учитава, систем треба само да чита напред (никада назад) како би пронашао запис о банковном рачуну на који се дата трансакција примењује.
Када су развијени тзв. уређаји за складиштење са директним приступом, (примарно магнетни дискови), омогућено је приступање арбитрарном блоку података на диску. (Блок података је јединица за пренос између примарне и секундарне меморије, која се обично састоји од више записа). Датотеке је постало могуће индексирати чиме се омогућило лоцирање случајно бираних записа и њихово учитавање у примарну меморију како би се могли обрађивати. Индекс датотеке је сличан класичном индексу који се среће у књигама. Састоји се од списка идентификатора који омогућавају разликовање записа, заједно са његовом локацијом у меморији. Пошто индекси могу бити дугачки, обично се структурирају у неку врсту хијерархије и приступа им се преко показивача који су у ствари идентификатори који садрже адресу (локацију у меморији) одређене ставке.

## Системи за управљање базом података
Систем за управљање базом података (СУБП) обезбеђује скуп услуга које заједно пружају широку подршку апликацијама које захтевају складиштење великих количина података које ће делити више корисника. Међу најважнијим услугама се налазе:

### Управљање секундарним складиштењем
Могућност за складиштење података на магнетним дисковима или другим медијима за дугорочно складиштење, тако да подаци могу да опстану након извршења програма на којима су креирани. Како би се подржало ефикасно складиштење и приступ великим количинама података потребни су софистицирани системи управљања секундарним складиштем. Системи за управљање обично укључују услуге за брзи приступ одређеним подацима помоћу индекса, чиме се умањује потребан број различитих приступа секундарном складишту, груписање сродних података и обезбеђивање, где је то могуће, ефикасног коришћење бафера који у меморији рачунара на којем се извршава систем базе података, задржава податке којима је скоро приступано.

### Контрола упоредног приступа
Велике базе података су драгоцене за организације које их поседују, а често је потребно да им приступи више корисника истовремено. Неконтролисане промене у дељеном простору за складиштење, могу довести до оштећења интегритета базе, или губљења података као резултат интерференције програма на непредвидив начин. Да би се то спречило, системи за управљање базом података поседују одређене заштитне механизме како би се осигурало да сваки корисник приступа бази података изоловано од других, и такође са довољним гаранцијама о понашању система када више корисника покуша учитати или уписати, исти податак у исто време.

### Рекуперација
Многе апликације за базе података су активне 24 сата дневно, неретко им приступа много различитих програма који се често извршавају на различитим рачунарима, упоредно користећи базу података. Као резултат тога, неизбежно је да се деси да програми који приступају бази података праве грешке, као и да се деси да се рачунар на коме се извршава систем за управљање базом података блокира. Према томе, систем за управљање базом података мора да буде флексибилан, односно толерантан на грешке у софтверу и отказивање хардвера, умањујући шансе да база података буде оштећена, или да се деси да се информације трајно изгубе. Како би се избегли ови проблем и постојала могућност за рекуперацију базе података, често се ради привремена репликација података на више места, тако да има довољно информација да се омогући аутоматско проналажење и исправљање различитих врста грешака када се оне десе.

### Безбедност
Већина великих система база података садрже податке који не треба да буду видљиви неким корисницима, као и да им не буде омогућено да их мењају. Из тог разлога, неопходно је да постоји један општи механизам који треба да обезбеди да ниједан корисник не приступи информацијама којима по правилу не треба да приступи, и још важније, да постоје механизми контроле над корисницима који имају једну, или више дозвола за измене садржаја базе података (нпр. радници једног предузећа не би требало да буду у стању да приступе и врше измене ставки који се тичу њиховог личног дохотка, и томе слично). Према томе, системи за управљање базом података по правилу обезбеђују механизме који омогућавају администратору базе података да контролише ко и где може да приступи као и шта може да уради у бази података.

## Функције база података
- Смањује редундансу (појаву дупликата);
- повећава поузданост података;
- обезбеђује интегритет података при вршењу више трансакција, операција;
- независност података (независност од софтвера)

## Основни концепт

### Различити поглед на исте податке
- Подаци приказани кориснику у облику у коме су му потребни.
- Подаци су заштићени од корисника (обезбеђују интегритет).
- Раздвајање логичког и физичког нивоа (модели базе).

### Модели базе
- Екстерни модел базе – погледи корисника на базу података;
- концептуални модел базе – описују структуру базе;
- интерни модел базе – описује како се физичко чувају подаци на некој спољашњој меморији.